# Тяжёлые крейсера типа «Лондон»
Тяжёлые крейсера типа «Лондон» — тип тяжёлых крейсеров Королевского военно-морского флота Великобритании времён Второй мировой войны. Относились к типу «Каунти» (County) 2-й серии. Всего для британского флота построено 4 единицы: «Лондон» (London), «Девоншир» (Devonshire), «Сассекс» (Sussex), «Шропшир» (Shropshire).

## Конструкция
Фирмы-производители турбин: HMS Devonshire - Vickers Ltd, Barrow in Furness, 
HMS London - Fairfield Shipbuilding & Engineering Co., Ltd, Govan N.B., Glasgow,
HMS Shropshire - William Beardmore & Co., Shipbuilders & Engineers, Dalmuir, Glasgow,
HMS Sussex - Hawthorn, R.&W., Leslie & Co., Newcastle on Tyne.
Проектная мощность составляла 80 000 л. с., что должно было обеспечить скорость хода (при полной нагрузке) в 31,25 узла, максимальная скорость при стандартном водоизмещении должна была составить 32,25 узла.

## Служба
«Лондон» — заложен 23 февраля 1926 г., спущен 14 сентября 1927 г., вошёл в строй 31 января 1929 г.
Сразу после постройки был включён в 1-ю крейсерскую эскадру Средиземноморского флота (Mediterranean Fleet), где и провёл первые 10 лет. После окончания модернизации в феврале 1941 года вошёл в состав Флота Метрополии (Home Fleet). В течение 1941 года занимался конвойной деятельностью и перехватом германских торговых судов (вынудил самозатопиться 3 транспорта). В сентябре 1941 года доставил в Архангельск личных представителей президента Ф. Рузвельта — А. Гарримана и Г.Стэрди и уполномоченного английского правительства лорда У. Бивербрука. В 1942-43 годах участвовал в арктических конвоях, прикрывал переход PQ15, PQ17, PQ18. После ремонта в начале 1944 года был отправлен на Дальний Восток. Участвовал в операциях британского флота у побережья Индонезии и Малайзии.
21 апреля 1949 года, двигаясь по реке Янцзы в ходе попытки выручить севший на мель британский фрегат «Аметист», вступил в перестрелку с полевой артиллерией НОАК. В ходе артиллерийской дуэли «Лондон» получил тяжёлые повреждения и был вынужден отойти, потеряв 13 человек убитыми и 30 ранеными.
События на Янцзы символизировали окончание длительного периода присутствия значительных сил иностранных государств во внутренних китайских водах. Двери в Срединную империю, широко открытые перед европейскими государствами ещё в период опиумных войн, неожиданно захлопнулись.
.
В том же году «Лондон» вывели в резерв, а в 1950 году продали на слом.
«Девоншир» — заложен 16 марта 1926 г., спущен 22 октября 1927 г., вошёл в строй 18 марта июля 1929 г.
«Сассекс» — заложен 1 февраля 1927 г., спущен 22 февраля 1928 г., вошёл в строй 19 марта 1929 г.
«Шропшир» — заложен 24 февраля 1927 г., спущен 5 июля 1928 г., вошёл в строй 12 сентября 1929 г.

## Оценка проекта
Не имевшие никакого опыта в постройке больших скоростных единиц с мощной башенной 203-мм артиллерией, но с ограниченным водоизмещением, конструкторы вначале потерпели одну из самых жестоких неудач в истории военного кораблестроения. Первые серии «вашингтонских» крейсеров блистали почти полным отсутствием защиты, не только от своих собственных орудий, но и от 6-дюймовок, а в ряде случаев — даже от орудий эсминцев!